# Allée couverte de Lilia
L' allée couverte de Lilia est une allée couverte située sur la commune de Plouguerneau, dans le département français du Finistère.

## Historique
L'édifice est classé au titre des monuments historiques par arrêté du 3 juillet 1959.

## Description
L'allée est constituée de six dalles et d'une table de couverture en granite migmatique. Elle est orientée sud-sud-ouest/nord-nord-est. Elle mesure 7,85 m de longueur pour une largeur moyenne de 1,20 m. Elle comprend une cella de 0,80 m de large. La table de couverture a basculé au centre de la chambre. 
Des silex taillés et des tessons de poterie datés du Néolithique et un tesson de poterie daté de l'Âge du cuivre ont été découverts sur place par érosion des sols.

## Gallery
|                                  |
| Vue nord-est de l'allée couverte |

|                            |
| Panneau descriptif du site |

|                                    |
| Vue nord-ouest de l'allée couverte |

|                  |
| Panorama du site |

## Annexe